# Janduni János
Janduni János (latinul: Johannes de Janduno, franciául: Jean de Jandun), (Jandun, 1280 körül – Montalto di Castro, 1328) középkori francia filozófus és teológus.
A Párizsi Egyetemen tanított a szabad művészetek tanszékén. A pápaság politikai ellenfeleként később IV. Lajos német-római császár udvarába menekült. Írásaiban sok helyen Averroës filozófiáját követi, olykor pedig a hitetlenség határát súrolja. Véleménye szerint természetes igazság az, hogy az egész emberi faj egyetlen közös cselekvő értelemmel rendelkezik, valószínűtlen a személyes halhatatlanság, a feltámadás, és az örök élet.

## Bővebb irodalom
- Étienne Gilson: A középkori filozófia története. Budapest: Kairosz Kiadó. 2015.  ISBN 9789636627850 , 731–733. o.